# Kaple svatého Vendelína (Arnolec)
Kaple svatého Vendelína stojí na návsi obce Arnolec v okrese Jihlava. Kaple z roku 1874 je nemovitou kulturní památkou zapsanou v roce 1972 do státního seznamu kulturních památek pod číslem 40249/7-4675.

## Historie
Kaple svatého Vendelína byla postavena v roce 1874 v novorománském stylu na místě kapličky s věžičkou. Je filiální kaplí římskokatolické farnosti Zhoř u Jihlavy. V roce 1875 byl pořízen mobiliář, kaple byla vysvěcena měřínským děkanem Františkem Kubíčkem a zasvěcena svatému Vendelínovi. V roce 1927 byla střecha kaple pokryta plechem. Dne 18. srpna 1929 byl vysvěcen oltářní obraz svatého Vendelína, který namalovala A. Thořová z Prahy. V devadesátých letech 20. století byly prováděny opravy kaple. Celková oprava proběhla v roce 2007.

## Popis

### Exteriér
Kaple je samostatně stojící zděná omítaná stavba postavena ze smíšeného zdiva na půdorysu obdélníku s půlkruhovým závěrem (apsidou). Fasáda je členěna lizénami a v okapové straně dvěma okenními osami a podstřešní římsou. V závěru je prolomeno jedno okno. V průčelí zdobeném lizénami je v ose prolomen vchod a nad ním v nadpraží je římsa s reliéfem kalicha. Nad římsou jsou dvě okna s návojovou parapetní římsou. Dveře a okna zdobí společná šambrána. Nad štítem vystupuje hranolová čtyřboká zvonice, která je členěna nárožními lizénami a jedním oknem v každé stěně. Všechna okna jsou obdélná s půlkruhovým záklenkem. Loď kaple má sedlovou střechu, zvonice má báň s makovicí a dvouramenným křížem. Před kaplí je robustní kamenný kříž a nedaleko kaple byl v roce 2022 odhalen pomník pátera Josefa Toufara, rodáka z Arnolce.

### Interiér
V interiéru je loď zaklenuta třemi poli pruské placky dělené pasy. Kněžiště (apsida) je zaklenuta konchou. Stěny lodi jsou členěny přízedními pilíři. V kněžišti je nápis:
„Riček Mat: 1874“
Hlavní oltář nese obraz svatého Vendelína. Kazatelnu  a část oltáře vyrobil Karel Vítek, řezbář ze Zhořce.

### Zvony
Z původní zvoničky byl do kaple přenesen zvon ulitý v roce 1848 o hmotnosti 70 kg a průměru 0,57 m. Zvon byl v době první světové války rekvírován. V roce 1942 byly rekvírovány dva zvony, podle stvrzenky jeden o hmotnosti 20 kg a druhý o hmotnosti 90 kg. Byl to pravděpodobně zvon pořízený v roce 1908 (hmotnost 100 kg) ulitý ve zvonařství Hiller z Brna. Druhým byl zvonek ulitý zvonařskou firmou Manoušek v Brně a vysvěcený 8. března 1936 páterem Viktorem Mastným. Zvon nesl nápis: „Svatý Vendelíne – oroduj za nás !“ Nový zvon byl zavěšen do zvonice v roce 2007.